# Kilmartin
Kilmartin est un village dans la région d'Argyll and Bute, en Écosse. Situé en Mid Argyll, Kilmartin se trouve à environ 30 km au sud d'Oban, ou 46 km par la route. Les villages mitoyens incluent le hameau de Slockavullin et Poltalloch. Au sud de Kilmartin se trouve Dunadd, lieu archéologique important qui fut capitale du royaume de Dal Riada et où se trouvent des marques de couronnement ainsi qu'une inscription en écriture oghamique.

## Principaux monuments

### Église

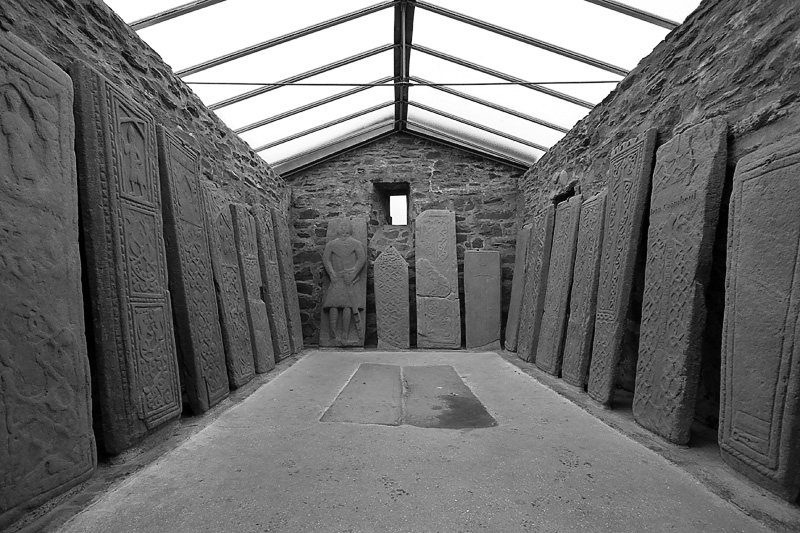
Pierres sculptées de Kilmartin.

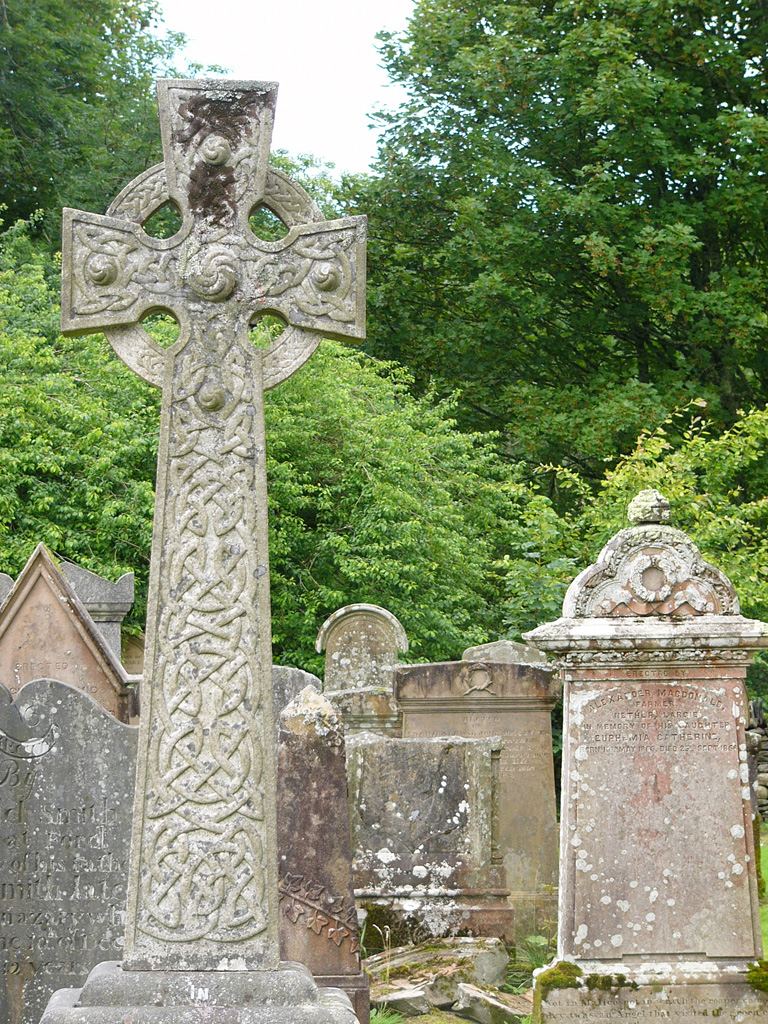
Croix celtique dans le cimetière de l'église.

L'église paroissiale contient une importante collection de 79 anciennes pierres sculptées. Certaines se trouvent dans l'église elle-même, tandis que d'autres ont été rassemblés dans un petit bâtiment du cimetière et certaines restent posées sur les tombes. Cette collection, connue sous le nom de pierres de Kilmartin, est constituée de pierres qui recouvraient les tombes, à l'exception d'une qui se trouvait sur le côté de la tombe. Les plus anciennes pierres remontent au XIIIe siècle ou XIVe siècle, tandis que les plus récentes sont datées de 1707 et 1712. Une explication à la concentration de ces pierres et à de nombreux autres objets archéologiques est donné par la position de Kilmartin. Au cœur d'un réseau de rivières, lochs et routes, Kilmartin était un centre d'activité important depuis le Néolithique et sa richesse pourrait être dû à une position dominante sur le commerce.
À l'origine, les pierres étaient posées à plat sur le sol pour recouvrir une tombe. Après la réforme écossaise, nombre des pierres furent déplacées et, en 1956, elles furent transportées à l'intérieur d'un abri pour être protégées de la météo. La signification des motifs sculptés dans les pierres est le sujet de nombreuses discussions et spéculations. Beaucoup mettent en scène des épées telles que celles des Highlander, les claymores. Sur certaines pierres, les épées sont seules, tandis que sur d'autres elles sont entourées de feuillage volubile ou entrelacé. Plusieurs montrent des hommes armés, par exemple avec des épées ou des lances. D'autres motifs incluent des croix, des animaux et des ciseaux qui pourraient commémorer le rôle des femmes par leur activité domestique et qui, à une occasion, sont montrés avec un peigne. Les pierres ne portent aucune inscription, et les identités des personnes qu'elles commémoraient ne peuvent donc pas être connues. Certaines des pierres sont attribuées aux Malcolms de Poltalloch, un village à quelques kilomètres au sud.
Ces pierres se trouvent également dans la littérature, par exemple sur le trajet des personnages dans un roman se déroulant dans les Highlands. Outre les pierres, l'église contient deux croix, l'une datant du IXe siècle ou Xe siècle tandis que l'autre est du Moyen Âge tardif.

### Musée

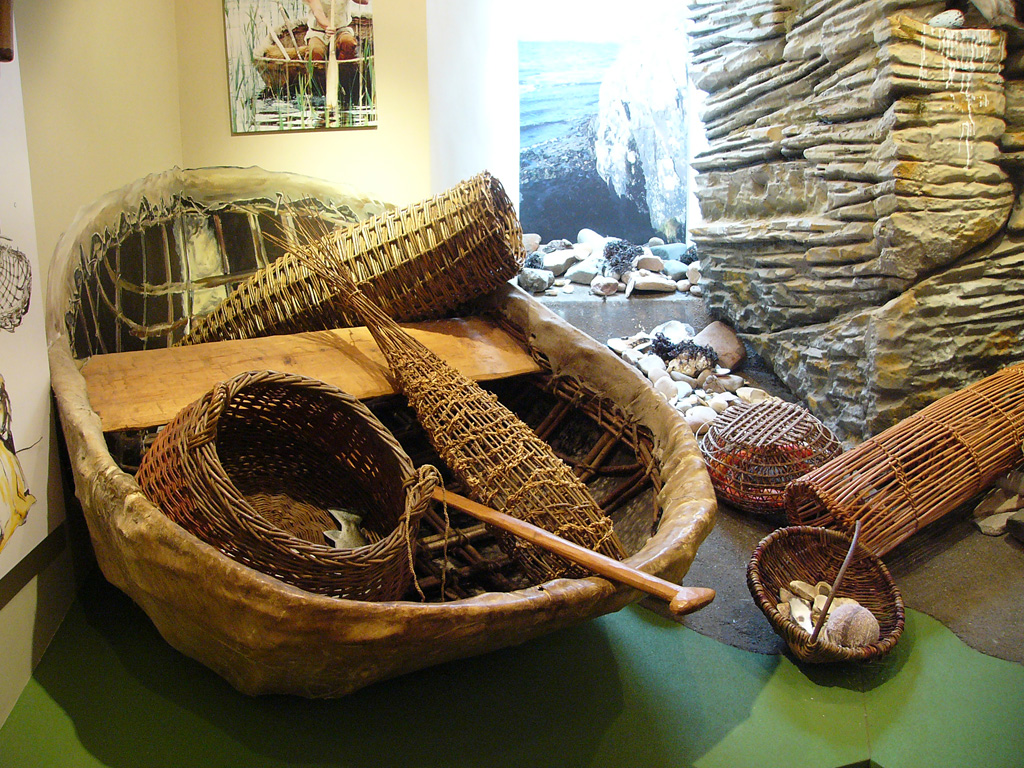
Intérieur du musée.

Le Kilmartin House Trust fut établi en 1994 par David Clough et Rachel Butter afin de préserver et de faire connaître l'héritage archéologique de la zone. Le musée, géré par le trust, fut ouvert en 1997. Depuis, il a reçu de nombreux prix tels que la récompense du Musée Écossais de l'Année, un an après son ouverture. Le musée fut visité par le prince Charles en 2005.
La collection initiale du musée provient du legs d'une antiquaire locale, Marion Campbell, qui avait collecté les objets entre les années 1950 et 1990. La plupart sont des objets préhistoriques tels que de la poterie. Le musée contient également des pierres sculptées, des colliers de jade (dont l'un se trouve au musée de l'Écosse à Édimbourg), différents bois avec des explications pour l'usage de chacun, et des extraits sonores pour plusieurs instruments tels que le carnyx. Le musée conduit régulièrement des activités telles que des lectures publiques, ou des marches thématiques avec un guide.

### Château

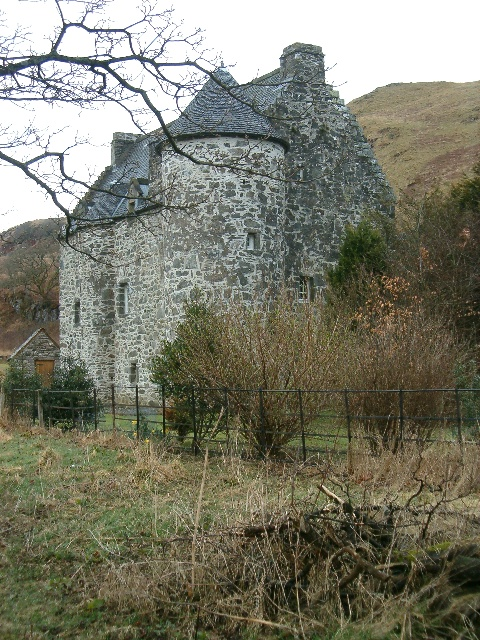
Le château de Kilmartin.

Le château de Kilmartin est une résidence construite au XVIe siècle, probablement pour John Carswell, évêque d'Argyll et des îles qui déménagea par la suite au château de Carnasserie. Le château est construit selon un plan en Z, avec deux tours rondes aux angles nord-est et sud-ouest. En ruine, il est restauré à la fin des années 1990 et est maintenant une propriété privée.